# Андрей Вилкицки
Андрей Иполитович Вилкицки (на руски: Андрей Ипполитович Вилькицкий) е руски хидрограф, геодезист, полярен изследовател, генерал от флота.

## Биография

### Ранни години (1858 – 1887)
Роден е на 13 юни 1858 година в Минска губерния, в семейство на потомствени военни. През 1875 постъпва като юнкер в Балтийския флот. Две години по-късно полага изпити в Морския кадетски корпус и е произведен в чин гардемарин, а през септември 1878 – в първи офицерски чин мичман. През 1880 завършва Николаевската морска академия в Петербург специалност хидрография и през следващите години извършва първите си хидрографски изследвания в Онежкото езеро и Балтийско море.

### Експедиционна дейност (1887 – 1901)
През 1887 е назначен за ръководител на Арктическа хидрографска експедиция в района на Нова земя за определяне ускорението на силата на тежестта посредством махало. За образцовото ѝ провеждане и постигнатите резултати е удостоен с два златни медала от Руското географско дружество.
От 1894 до 1896 година подполковник Вилкицки възглавява хидрографска експедиция на парахода „Лейтенант Овцин“ и редица спомагателни кораби, като изследва морското крайбрежие от устието на река Печора до устието на Енисей, в т.ч. Обския и Енисейски заливи и островите Вилкицки (73°28′ с. ш. 75°45′ и. д. / 73.466667° с. ш. 75.75° и. д.) и Сибиряков (72°52′ с. ш. 79°07′ и. д. / 72.866667° с. ш. 79.116667° и. д.).
От 1898 до 1901, вече като полковник, изследва и картира устията на реките Печора и Енисей и южните части на Карско море.

### Обществена дейност (1902 – 1913)
През 1904 година, по време на Руско-японската война, когато е поставен въпроса по какъв път да премине руската военна ескадра на вицеадмирал Рожественски, за да стигне по-бързо до Далечния Изток, вицеадмирал Степан Макаров и полковник Андрей Вилкицки предлагат тя да мине но Северния морски път, но предложението не е прието. След катастрофалното поражение на руския флот в Цушимското сражение въпросът за усвояването на Северния морски път отново става актуален. За неговото решение е необходимо да се построят мощни ледоразбивачи и Вилкицки представя в правителството проект за създаването на такъв флот. Проектът му е подкрепен и от Руското географско дружество.
През 1907 е назначен за началник на Главното хидрографско управление, а година по-късно в корабостроителницата в Петербург започва строежа на два ледоразбивача „Вайгач“ и „Таймир“, всеки с 1200 т водоизместимост. Освен със строежа на ледоразбивачи, през 1909 година вече като генерал-лейтенант, Вилкицки организира към Главното хидрографско управление щурмански офицерски курсове и под неговото непосредствено ръководство е разработен 30-годишен план за извършване на хидрографски дейности във всички морета на Русия и план за построяване на морски фарове. През 1912 под негово ръководство се провежда Втората международна морска конференция по обезпечаване на безопасно мореплаване. Същата година с негово настояване е създаден специален Хидрографски корпус към флота, който способства в бъдеще повишаването на качеството и ефективността на навигационното обезпечаване на военния и търговски флот. Корпусът наброява 10 генерала, 72 полковници и подполковници и 124 капитани, щабс-капитани, поручици и подпоручици, като специалистите се делят на хидрографи и хидрографи-геодезисти.
В началото на 1913 е зачислен в Хидрографския корпус със звание хидрограф-геодезист, произведен е в чин пълен генерал и уволнен от служба по болест. Умира на 11 март 1913 година в Петербург на 54-годишна възраст.

## Памет
Неговото име носят:
- връх Вилкицки, на западното крайбрежие на Северния остров на Нова земя;
- залив Вилкицки 75°35′ с. ш. 58°10′ и. д. / 75.583333° с. ш. 58.166667° и. д. на Баренцово море, на западното крайбрежие на Северния остров на Нова земя;
- ледник Вилкицки на западното крайбрежие на Северния остров на Нова земя, спускащ се от изток в залива Вилкицки;
- нос Вилкицки 73°40′ с. ш. 56°45′ и. д. / 73.666667° с. ш. 56.75° и. д. на брега на залива Чекин, на източното крайбрежие на Северния остров на Нова земя;
- нос Вилкицки 76°59′ с. ш. 67°35′ и. д. / 76.983333° с. ш. 67.583333° и. д. на северния бряг на Северния остров на Нова земя;
- остров Вилкицки 73°28′ с. ш. 75°45′ и. д. / 73.466667° с. ш. 75.75° и. д. в Карско море, в северозападната част на Енисейския залив;
- остров Вилкицки 75°44′ с. ш. 152°23′ и. д. / 75.733333° с. ш. 152.383333° и. д. в Източносибирско море, в о-ви Де Лонг;
- о-ви Вилкицки 76°27′ с. ш. 95°12′ и. д. / 76.45° с. ш. 95.2° и. д., 15 острова в Карско море, в северозападната част на архипелага Норденшелд.